# Mark SaFranko
Œuvres principales
- Cycle Max Zajack

Mark SaFranko, né le 23 décembre 1950 à Trenton dans le New Jersey, est un écrivain, acteur, chanteur et compositeur américain.

## Biographie
Vivant aujourd'hui à Montclair, c'est un ami de l'écrivain Dan Fante, et, francophile, un fan de Philippe Djian,. Plus connu en France qu'aux États-Unis, il a été l'un des auteurs invités de l'édition 2013 du Festival international du roman noir de Frontignan et de Les Mots Doubs, le salon du livre de Besançon,. Ses livres sont publiés dans dix-sept pays.

## Œuvres

### Cycle Max Zajack
1. Putain d’Olivia, 13e note éditions, 2009 ((en) Hating Olivia, 2005)Réédité en français sous le même titre mais dans une nouvelle traduction d'Annie Brun et une préface de Dan Fante en 2019 aux éditions La Dragonne
2. Confessions d’un loser, 13e note éditions, 2010 ((en) Lounge Lizard, 2007)
3. Dieu bénisse l’Amérique, 13e note éditions, 2011 ((en) God Bless America, 2010)
4. Travaux forcés, 13e note éditions, 2013 ((en) Odd Jobs, 2010)Réédité sous le titre Dirty Work, Murder Slim Press, 2014
5. Tout sauf Hollywood, Médiapop éditions, 2022 ((en) Nowhere Near Hollywood, 2019)

### Romans indépendants
- (en) The Favor, 1987
- (en) Hopler's Statement, 1998
- (en) No Strings, 2012
- Suicide, Inculte, 2019 ((en) The Suicide, 2014)  (ISBN 979-1-09-508699-4)
- (en) Blossoms and Blood, 2017, préfacé par Tom Buron
- Un faux pas, Éditions La Dragonne, 2018 ((en) )  (ISBN 978-2-37-584008-5)

### Recueils de nouvelles
Deux fois finaliste du prix Pushcart, il a écrit plus d'une cinquantaine de nouvelles dont quelques-unes ont été publiées dans des revues littéraires, notamment le mensuel américain Ellery Queen's Mystery Magazine ou le magazine canadien Descant.
- (en) Loners, 2008
- (en) The Artistic Life, 2016
- (en) Sometimes You Just Don’t Want To Know, 2016
- Incident sur la 10e avenue, Éditions La Dragonne, 2016 ((en) Incident On Tenth Avenue)  (ISBN 978-2-91-346597-8)
- Léger glissement vers le Blues, Éditions La Dragonne, 2017 ((en) )  (ISBN 978-2-37-584004-7)
- Le Fracas d'une vague, Kicking Books, 2019 ((en) )  (ISBN 978-2-95-340599-6)Nouvelles et poèmes suivis d'un entretien

### Nouvelles traduites
- Le Rôle de sa vie, 13e note éditions, 2010 ((en) Role of a Lifetime, 2005)Nouvelle publiée en français dans le recueil Le Livre des fêlures : 31 histoires cousues de fil noir (regroupant un collectif de 31 auteurs undergrounds)
- Alley night, e-fractions éditions, 2014 ((en) Alley night, 2013)Nouvelle extraite du recueil Loners, Murder Slim Press, 2008
- Incident sur la 10e avenue, Le Cafard hérétique, 2015 ((en) Incident On Tenth Avenue, 2010)Nouvelle publiée en français dans la revue Le Cafard hérétique no 6[13]
- Le Rendez-vous de Limbrake, Schnaps!, 2017 ((en) Limbrake's Date)Nouvelle publiée en français dans la revue Schnaps! no 1[14]

### Théâtre
Il a écrit une douzaine de pièces, montées et jouées principalement Off-Broadway et Off-Off-Broadway :
- (en) Incident In The Combat Zone, 1992
- (en) The Bitch-Goddess, 1992
- (en) The Light of the Universe, 1993
- (en) Dancing For Men, 1997
- (en) The Promise, 1997
- (en) Interrogation #2, 1999
- Minable, e-fractions éditions, 2013 ((en) Seedy, 2013)

## Filmographie
Il a joué dans des films faisant partie du cinéma indépendant américain:
- 1997 : A Better Place (en)[Note 2] de Vincent Pereira (en) : Le père de Todd
- 2000 : The Road from Erebus (TV) de David Sporn : Janitor
- 2002 : Shoot George d'Adam Nadler : Lieutenant Sharp
- 2006 : Inner Rage de Gaspar Hernandez III : Jake

## Discographie

### Albums
- American Roads, River Jack Records, (2012)
- I Still Don't Know Who I Am, River Jack Records, (2012)
- Looking, River Jack Records, (2012)[15]
- Strangers In My Bed, River Jack Records, (2012)
- Music from an Unmade Movie, River Jack Records, (2013)[16]
- One Believer, River Jack Records, (2013)[17]
- Sooner or Later, River Jack Records, (2013)